# Gleispark Frintrop

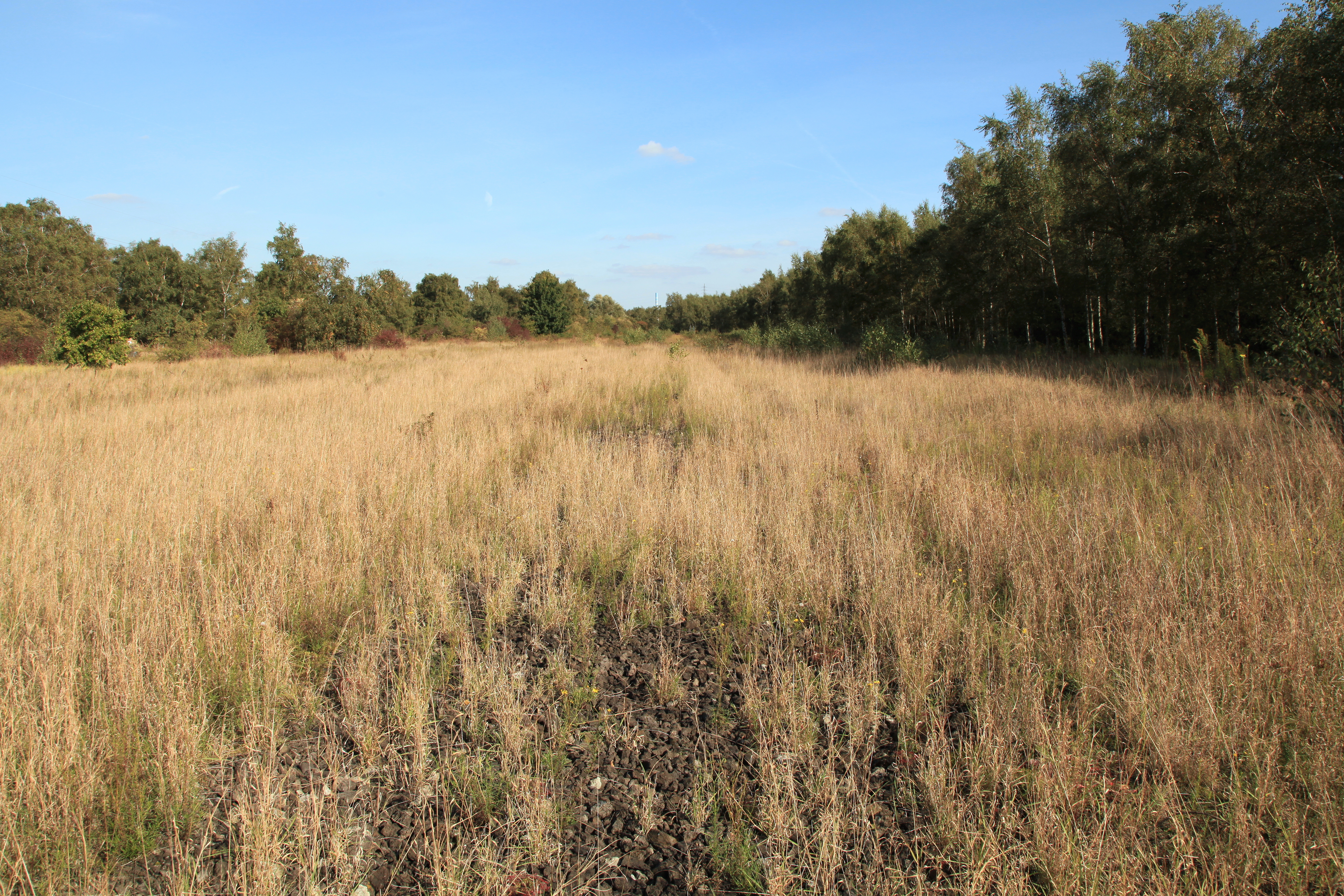
Der ehemalige in der Schotterfläche noch erkennbare Gleisverlauf

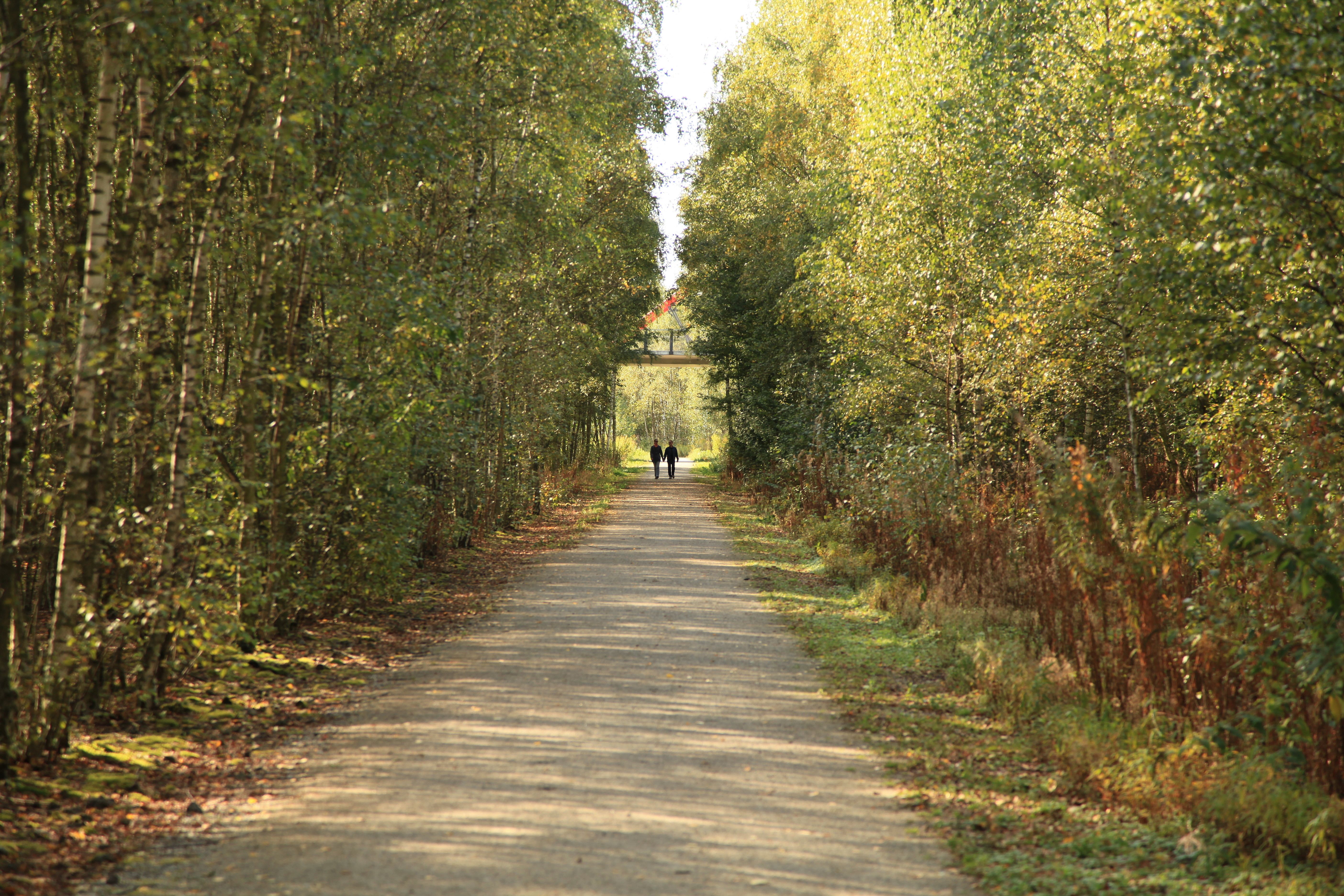
Birken herrschen im trockenen, steinigen Boden vor

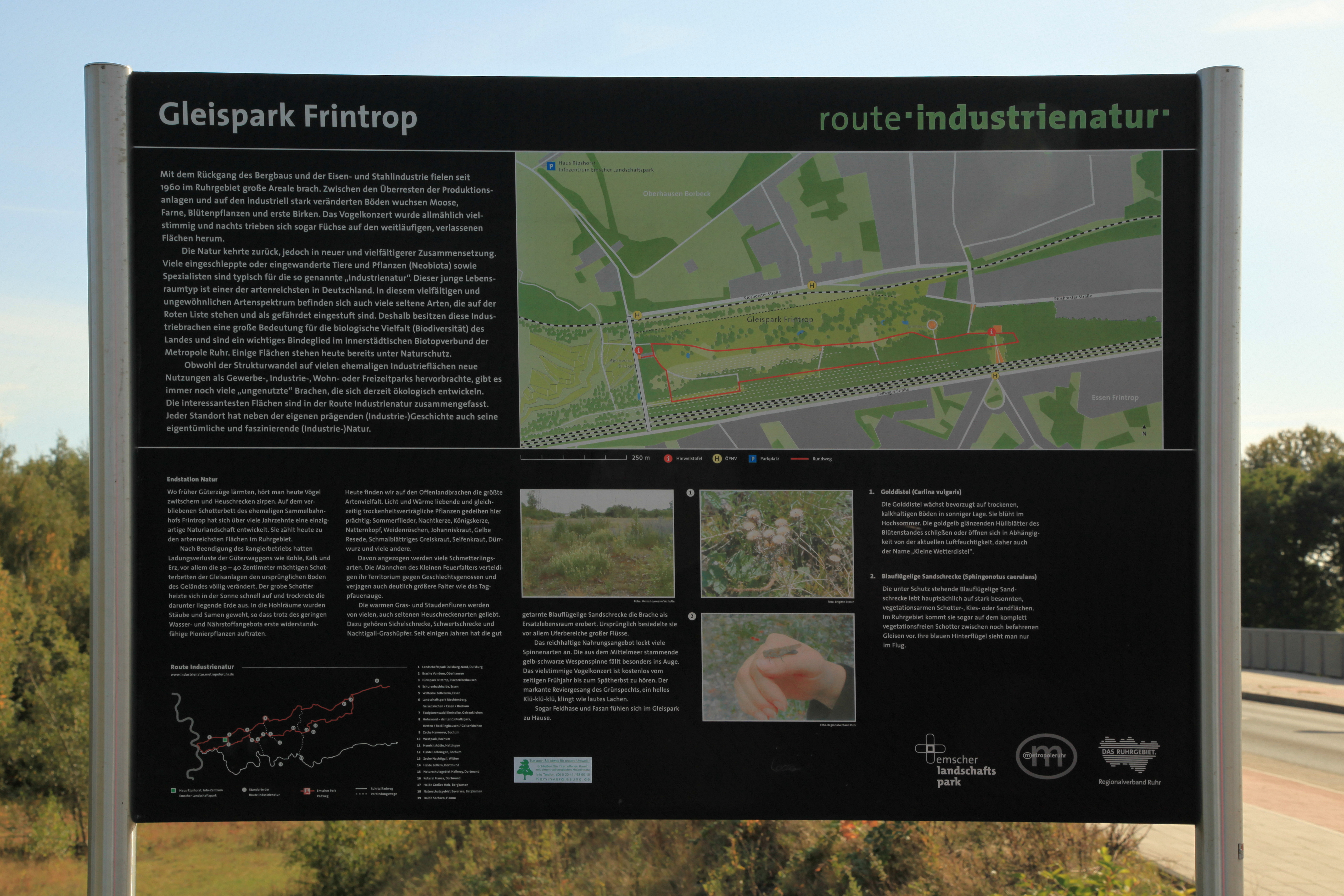
Informationstafel der Route der Industriekultur

Der Gleispark Frintrop (bis 2007 Ruderalpark Frintrop) ist ein Landschaftspark im Bereich des ehemaligen Güterbahnhofs im Essener Stadtteil Dellwig und in Oberhausen an der Grenze zu Essen-Frintrop. Er gehört zum Emscher Landschaftspark (Regionaler Grünzug B) und ist eine Station in der Route der Industriekultur.
Das 25 Hektar große Gelände wurde ursprünglich von der Köln-Mindener Eisenbahn-Gesellschaft als Rangier- und Sammelbahnhof genutzt. In dieser Funktion wurde er bis 1930 zunehmend durch den Bahnhof Oberhausen-Osterfeld ersetzt und hauptsächlich durch die Gutehoffnungshütte bzw. später HOAG als Übergabebahnhof weiterbetrieben. 1987 wurde er endgültig stillgelegt.
Die Erhaltung und Rückgewinnung von Natur bekamen durch die 1989 eröffnete Internationale Bauausstellung Emscher Park Rückendeckung. Ihre Aufgabe bestand darin, die Landschaft des Ruhrreviers nach ökologischen und ästhetischen Kriterien neu zu gestalten. Diese Rückgewinnung von Landschaft erfolgte beispielhaft auf dem Gelände des früheren Sammelbahnhofs Frintrop. 1998 kaufte der Regionalverband Ruhr die Brache von der Deutschen Bahn, demontierte die meisten Schienen und renaturierte das Gelände.
Der Boden des Areals ist aufgrund von Waggons gefallener Güter (Stahl, Kohle, Eisenerz, Kalk) und des Schotters der ehemaligen Bahngleise stark trockengelegt, fast steppenartig und wird von typischen Pionierpflanzen besiedelt. Der vorherrschende Baum ist die Birke. Im östlichen Teil des Parks befindet sich ein Birkenwald mit Ruinen und Skulpturen, weiter westlich eine mit Sträuchern und Büschen bewachsene Wiese. Auf den offenen, durch die Sonne erwärmten Flächen gedeihen Nachtkerze, Johanniskraut, Dürrwurz oder Goldrute. An den Wegrändern wachsen Weißdorn, Schwarzer Holunder und Wildrosen, im Unterholz Brombeeren. Neuanpflanzungen finden im Park nicht statt, vielmehr werden die Fläche freigehalten, Wege und Kunstwerke gesichert. Es haben sich Insektenarten, Schmetterlinge, Kleintiere und Vogelarten wie Ringeltauben, Amseln, Meisen und Turmfalken angesiedelt.
Am nahegelegenen Haus Ripshorst beginnen naturkundliche Exkursionen in den Park, regelmäßig auch Vollmondwanderungen.
Im Oktober 2010 wurde die durchgehende Fuß- und Radverbindung „Lipper Heide“ von Oberhausen-Knappenviertel über den Gleispark Frintrop zum Haus Ripshorst mit dortiger Anbindung an den Emscher Park Radweg eröffnet. Ebenso führt ein Radweg vom Gleispark nach Essen-Dellwig.